# Oxyporus ravidus
Oxyporus ravidus är en svampart som först beskrevs av Elias Fries, och fick sitt nu gällande namn av Bondartsev & Singer 1941. Oxyporus ravidus ingår i släktet Oxyporus, klassen Agaricomycetes, divisionen basidiesvampar och riket svampar.   Inga underarter finns listade i Catalogue of Life.